# 選挙切手

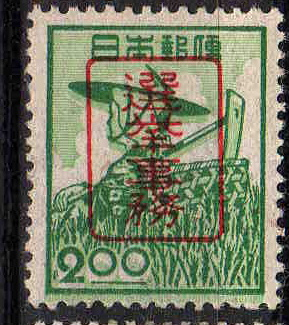
選挙切手　アンダーラインの引かれたゼロは銭単位

選挙切手（せんきょきって）は、1949年1月23日の第24回衆議院議員総選挙にあたり、候補者一人につき1,000枚ずつ無料で交付された切手である。
この切手は当時使用されていた普通切手である農婦を描く2円切手に「選挙事務」という文言を縦に加刷したもので、使用する場合は、開封郵便物に貼り付けるか、郵便局で同数の官製はがきと交換することとされた。
現在、未使用のものは比較的安価に入手可能であるが、使用された郵便物（エンタイア）は切手カタログ等にて高い評価がつけられている。
日本において候補者向けに切手が発行されたのはこの1回のみであり、現在は発行されていない。候補者が支持を求める法定はがきには切手がなく「選挙事務」の消印が押されて配達される。